# Julià Clapera i Roca
Julià Clapera i Roca   (Barcelona, 31 de març de 1887 - Madrid, 9 de juliol de 1976) fou un futbolista i dirigent esportiu català de començament de segle xx.
Va ser soci fundador de la Sociedad Española de Foot-ball l'any 1900 i jugador del club aquests primers anys.
El 1906 fundà el Club Español de jiujitsu, en el qual es practicava també l'esgrima i la boxa. L'any 1909, essent president d'aquest club, juntament amb Emili Sampere capità de l'X Sporting Club, van unir forces per refundar el RCD Espanyol, que duia 3 anys sense activitat.
Fou president del club la temporada 1909-10 i de forma interina el 1947, entre les presidències de Francisco Román i la designació de José Salas Paniello, per part del règim franquista. Durant els anys quaranta esdevingué soci número 1 del club.